# Каштан (тип речных судов)
Каштан (проект Д-055) — двухпалубный пассажирский теплоход для местных линий («речной трамвай»), спроектированный конструкторским бюро завода «Ленинская кузница» и строившийся на его производственных мощностях.
«Каштаны» строились на Запорожском ССРЗ начиная с 1979-го по 1994-й года. Всего было построено 29 теплоходов.
Большинство выпущенных «Каштанов» эксплуатируется в Киеве.
Основные характеристики:
- длина — 34 метра;
- ширина — 5,5 метров;
- пассажировместимость — 210 человек;
- двигатели ЗД6, две штуки по 150 л. с.
- дизель-генератор 4ч 8,5/11

## Изображения

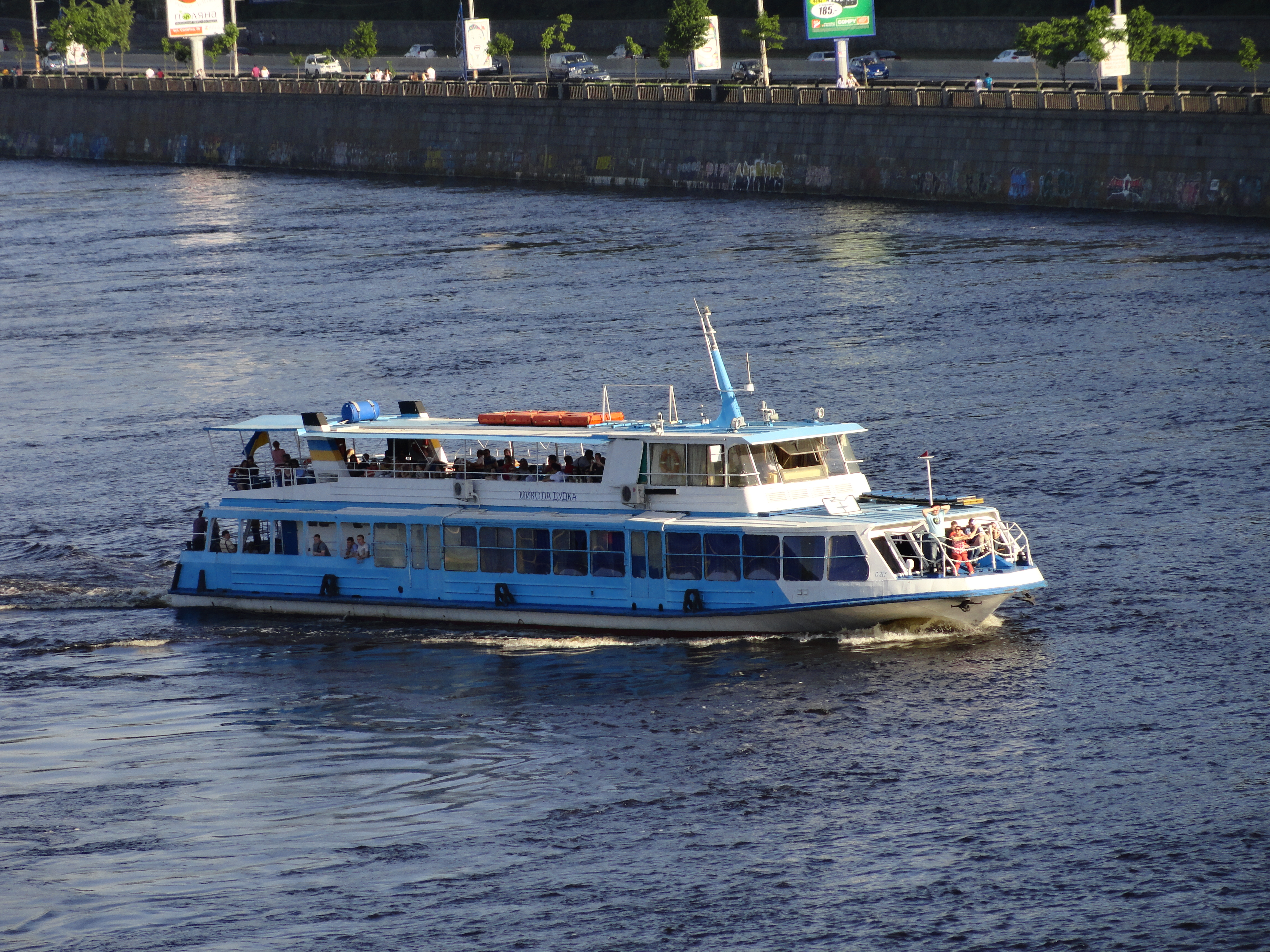
Теплоход «Микола Дудка» на Днепре в Киеве.

На данный момент в Киеве используют: "Каштан-17", "Николай Дудка", "Наталия Ужвий", "Каштан 2", "Омар Хайям", "Каштан-5", "Резон", "Яков Задорожный", "В.Н. Радионов", "Роман Шухевич". На отстое в Киевской Гавани стоит "Тимофей Подий".